# Wolfblood
Wolfblood este un serial de fantezie, supranatural britanic pentru tineri nominalizat la premiile BAFTA. Co-producția este pe de o parte realizată de CBBC și ZDF/ZDFE. Sezonul 1 a fost lansat pe DVD. Sezoanele se concentrează pe scenariul impresionant și psihedelic ce îi prezintă pe cei doi licantropi/ wolfbloozi Maddy Smith (interpretată de Aimee Kelly) și Rhydian Morris (interpretat de Bobby Lockwood) în încercarea lor de a-și trăi viețile duble și de a păstra cu prisosință secretul ferit de exterior. Sezoanele au un timp efectiv de derulare de aproximativ 30 minute, difuzat în premieră pe canalul CBBC din 10 septembrie 2012, iar în România pe Disney Channel din 14 februarie 2014 în limba română. Serialul are în total 5 sezoane, sezonul 5 fiind ultimul, acesta sfârșindu-se pe 1 mai 2017.